# Nakalele Point
Nakalele Point is het noordelijkste punt op het eiland Maui dat deel uitmaakt van de Hawaï archipel.
Het is befaamd vanwege de blaasgaten met krachtige geiser-achtige waterfonteinen die onder invloed staan van golven en getijden. Het omhoogspuitende water kan hoogtes bereiken van 30 meter.